# Reunasaari
Reunasaari är en ö i Finland. Den ligger i sjön Vuotjärvi och i kommunen Kuopio (tidigare Juankoski) i den ekonomiska regionen  Nordöstra Savolax ekonomiska region  och landskapet Norra Savolax, i den centrala delen av landet, 400 km nordost om huvudstaden Helsingfors. Öns area är 9,9 hektar och dess största längd är 0,6 kilometer i öst-västlig riktning.